# Iglenik pri Veliki Loki
Iglenik pri Veliki Loki je naselje u slovenskoj Općini Trebnju. Iglenik pri Veliki Loki se nalazi u pokrajini Dolenjskoj i statističkoj regiji Jugoistočnoj Sloveniji. 

## Stanovništvo
Prema popisu stanovništva iz 2002. godine naselje je imalo 52 stanovnika.